# Nikolai Semjonowitsch Bobarenko
Nikolai Semjonowitsch Bobarenko (russisch Николай Семёнович Бобаренко; * 27. November 1930; † 16. April 1996) war ein sowjetischer Radrennfahrer und nationaler Meister im Radsport.

## Sportliche Laufbahn
Bobarenko war im Straßenradsport aktiv. Er war Teilnehmer der Olympischen Sommerspiele 1952 in Helsinki. Im olympischen Straßenrennen war er ausgeschieden. Das sowjetische Team kam nicht in die Mannschaftswertung, da drei Fahrer das Rennen nicht beendet hatten. Bobarenko gewann fünf nationale Titel im Radsport und war bei den All-Unionsmeisterschaften erfolgreich. Er wurde für seine sportlichen Leistungen mit dem Titel Meister des Sports geehrt. Nach den Olympischen Spielen wurde ihm der Titel aberkannt, da die sowjetische Sportführung mit seiner Leistung bei den Spielen nicht zufrieden war. Später wurde ihm der Titel erneut zuerkannt.

## Berufliches
Von 1957 bis 1965 war er Nationaltrainer der sowjetischen Straßenfahrer. Von 1961 bis 1991 Trainer an der Swerdlowsker Kinder- und Jugendsportschule.